# فيلوسيرابتور
الفيلوسيرابتور (وأحياناً يُختصر اسمه بـ«رابتور»، وهو يَعني «المُمسك السريع») هو جنس من الديناصورات الثيروبودية الدرومايوصورية التي عاشت قبل 75 إلى 71 مليون سنة خلال العصر الطباشيري المتأخر. يُوجد حالياً نوعان مُؤكدان فقط من الفيلوسيرابتور (وذلك بالرغم من أنه نسبت إليه بعض الأنواع الأخرى في السابق التي لم تعد الآن تصنف ضمنه أو لم تعد تعتبر أنواعاً جديدة)، وهما النوع الرئيسي «فيلوسيرابتور. المنغولي» (الذي اكتشفت أحافيره في منغوليا) ونوع آخر يُسمى «فيلوسيرابتور. أوسمولسكاي» الذي حصل على اسمه في عام 2008 بعد اكتشاف جمجمة له في منغوليا الداخلية، الصين.
مع أن الفيلوسيرابتور كان أصغر من الدرومايوصوريات الأخرى مثل الداينونيكوس والأخيلوبيتور بل وقارب حجمه حجم الدجاج الرومي الحديث، فقد كان هذا الديناصور يَتشارك مع أفراد الفصيلة الآخرين العديد الصفات التشريحية. فقد كان لاحما مُريشاً ثنائي الحركة ذا ذيل طويل غير مرن ومخالب منجلية الشكل تبرز من كل قدم خلفية له (والتي يُعتقد أنه كان يَستخدمها للقضاء على فريسته). ويُمكن تمييز الفيلوسيرابتور عن الدرومايوصوريات الأخرى بجمجمته الطويلة والنحيلة وخطمه المرتفع.
يُعد الفيلوسيرابتور أحد أكثر أجناس الديناصورات شهرة بين العامة بسبب دوره البارز في سلسلة أفلام الحديقة الجوراسية. لكن بالرغم من ذلك فتشوب هذه الأفلام عدة أخطاء فيما يَتعلق بتشريح الفيلوسيرابتور، منها أنه يَظهر فيها بحجم أضخم بكثير مما هو عليه في الحقيقة وأن جسمه يَكون غير مغطى بالريش. والفيلوسيرابتور ليس معروفاً كثيراً بين العامة وحدهم بل أيضاً بين الإحاثيين، فهو يَملك أكثر من دزينة من أحافير الهياكل العظمية المَوصوفة، وهذا أكثر مما يَملكه أي درومايوصوريّ آخر. ومن أحافير الفيلوسيرابتور المَشهورة بشكل خاص أحفورة تظهره خلال عراك مع بروتوسيراتوبس.

## الوصف

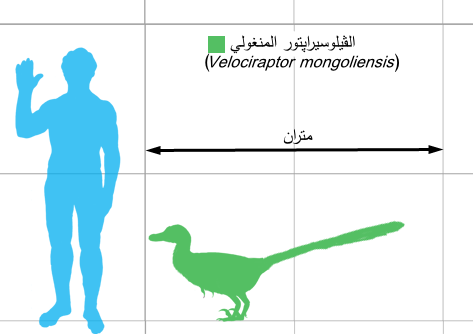
مُقارنة بين حجمي فيلوسيرابتور وإنسان بالغ.

كان الفيلوسيرابتور درومايوصورياً متوسط الحجم، فقد بلغ طول الفرد البالغ منه 2.07 م وارتفاعه 0.5 م عند الكتف ووصل وزنه إلى 15 كيلوغراماً. بلغ طول جمجمة هذه الديناصورات 25 سم، بينما كان الجزء الخلفيّ من جماجمها ناتئاً إلى الأعلى إلى حد غير اعتيادي. أما فكوكها فقد ملئت بعدد يَتراوح من 26 إلى 28 سناً على كل فك تفصل بينهم مساحات واسعة نسبياً، وقد كانت أسنانها الأمامية مُسننة (أي تبرز منها نتوءات صغيرة كثيرة) أكثر من الخلفية، وربما كان الغرض من هذا تحسين القدرة على التشبث بالفريسة سريعة الحركة.
امتلك الفيلوسيرابتور مثل الدرومايوصوريات الأخرى كفاً مُزوداً بثلاث أصابع تبرز منها مخالب شديدة الانحناء، وقد كانت عظام هذه المخالب مُشابهة في بِنيتها ومرونتها لعظام أجنحة الطيور الحديثة. كان الإصبع الأوسط هو الأطول من بين أصابع الفيلوسيرابتور الثلاث، بينما كان الأول هو الأقصر. وقد منعت بنية الرسغ عند هذه الحيوانات معصمها من اللاتفاف وأجبرت كفيها على أن يَظلا مثبتين في وضعية تكون راحتهما فيها مُوجهة إلى الأمام لا إلى الأسفل. أما الإصبع الأول من أصابع قدمها فقد كان - كما هي الحال عند مُعظم الثروبودات - عبارة عن زمعة صغيرة، لكن بالرغم من ذلك فقد سارت هذه الديناصورات على إصبعيها الثالث والرابع فقط على عكس الثيروبودات الأخرى التي كانت تسير على ثلاث أصابع. أما إصبع الفيلوسيرابتور الثاني الذي يُعد من أشهر مُميزاته فقد كان مُتكيفاً ومتطوراً إلى حد كبير وظل دائماً مَرفوعاً عن الأرض. وقد برز منه مخلب كبير نسبياً ومنجليّ الشكل (كما هو النموذجيّ عند الديناصورات الدرومايوصورية والترودونتية) بلغ طوله 6.5 سنتيمترات، وما يَجعل هذا المِخلب يَحوز كل هذه الأهمية أنه ربما كان أداة قتل استخدمها الفيلوسيرابتور لتمزيق فريسته، ومن المُحتمل أنه كان الضربة القاضية التي يَقتل فيها فرائسه.

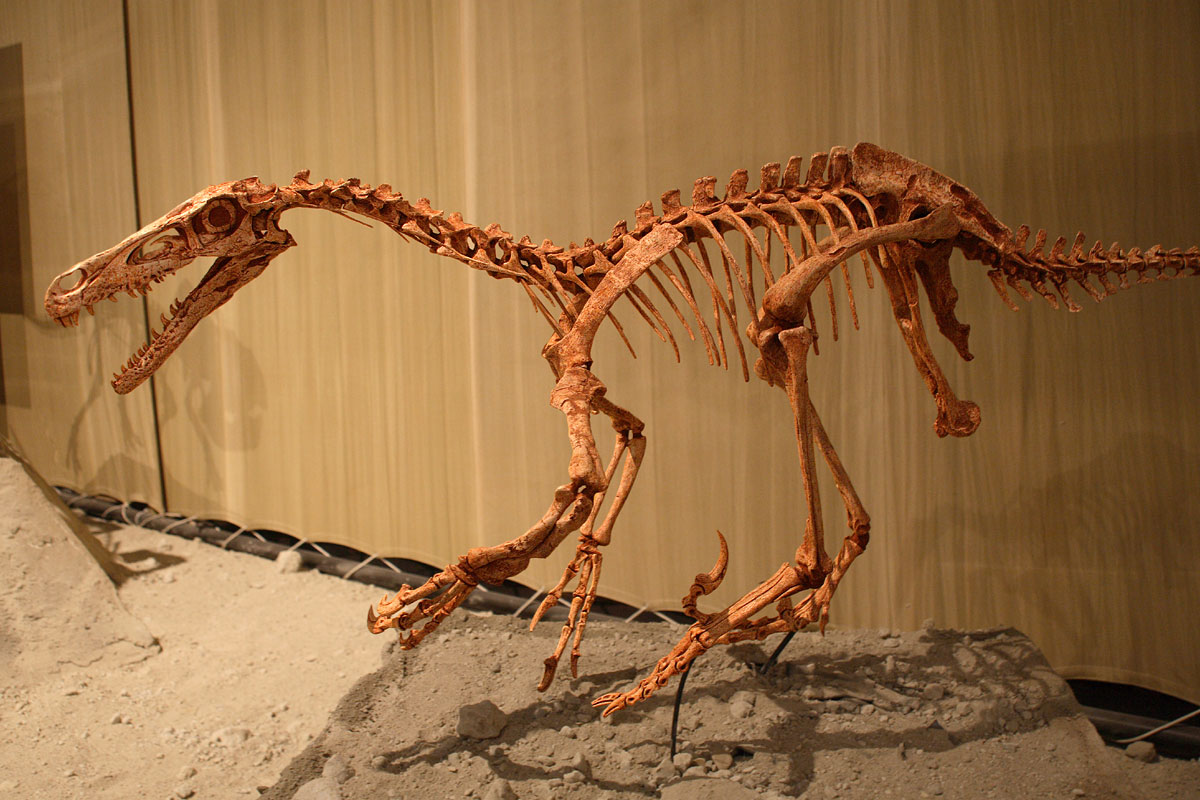
هيكل فيلوسيرابتور عظمي منصوب في متحف.

دعمت وقوَّت ذيل الفيلوسيرابتور نتوءات عظمية برزت فوقَ أسطح فقراته العلوية، بالإضافة إلى أوتار مُتعظّمة تحتَ الفقرات عملت على المساعدة في هذا الدعم. تبدأ هذه النتؤات العظميَّة بالظهور على الفقرات ابتداءً من الفقرة الذيلية العاشرة عند الديناصور، ثمَّ تمتدُّ إلى الأمام لتُتوّجَ 4 إلى 10 فقرات أخرى. وقد جعلَت هذه الدعامات ذيل الفيلوسيرابتور بأكمله متصلّباً كأنه قطعة واحدة، بحيث أنه لا يُمكن ثنيه من المُنتصف. لكن على الرُّغم من ذلك فإنه في عينة واحدة على الأقل من هياكل هذا الديناصور المُكتشفة - وقد كانت الفقرات الذيلية فيها لا تزال سليمة - كان الذيل محنياً أفقياً على شكل رقم "2" (أي أن الذيل كان مثنياً باتجاه اليمين واليسار لا الأعلى والأسفل، ويبدو كرقم 2 عند النظر إليه من الأعلى لا من الجانب)، ويُوحي هذا بأن مرونة تحرك الذيل أفقياً كانت أكبر من مرونة حركته عمودياً. وربَّما منحت الفيلوسيرابتور هذه التكيفات في ذيله توازناً كبيراً عندما يَلف خلال الركض، خصوصاً عندما يعدو بسُرعات كبيرة عندما يُطارد فريسة مثلاً.
اكتشفَ علماء إحاثيون في عام 2007 بموقع في منغوليا أحفورة فيلوسيرابتور منغولي تحوي عقداً ريشية، وهو ما يُثبت أن الفيلوسيرابتور كان ديناصوراً مكسواً بالريش.

## تاريخ الاكتشافات

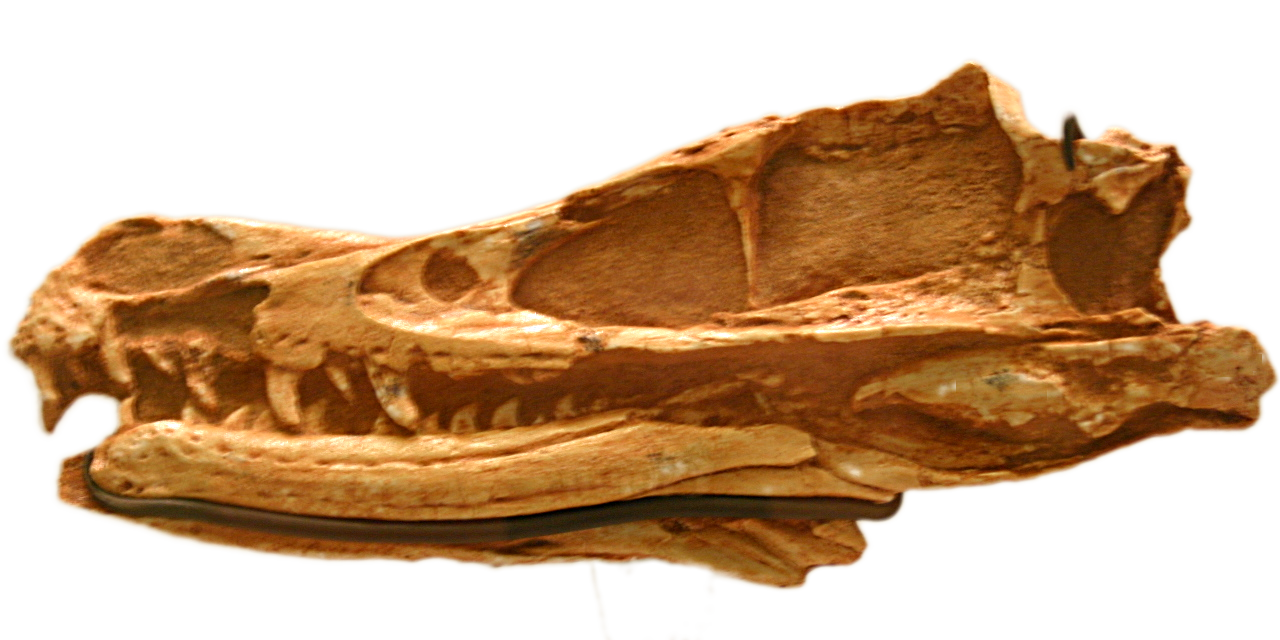
عينة "الفيلوسيرابتور. المنغولي" رقم "م.أ.ت.ط 6515"، وهي أول عينة اكتشفت للفيلوسيرابتور.

عَثرَ العالم الإحاثي «بيتر كايسن» - خلال بعثة إلى صحراء غوبي المنغولية أرسله بها المتحف الأمريكي للتاريخ الطبيعي - في 11 أغسطس عام 1923 على أول عينة معروفة للفيلوسيرابتور، وهي بقايا جمجمة مسحوقة على الرُّغم من أنها كاملة، وكان معها مخلب من إصبع قدم الديناصور الثاني (رقم العينة هو «م.أ.ت.ط 6515»). وفي عام 1924 صنَّفَ مدير المتحف هنري فارفيلد أوزبورن الجمجمة والمخلب (الذي اعتبر أنه مخلب يد، على عكس الواقع) كعينة نوع الجنس الجديد الذي أنشأه والذي أطلقَ عليه «الفيلوسيرابتور». اشتُق الاسم من الكلمتين اللاتينيتين "velox" (أي «سريع») و"raptor" (أي «السارق» أو «الغانم»)، ويُشير ذلك إلى طبيعة الديناصور في قدرته الكبيرة على العدو بسُرعة وفي الوقت ذاته كونه حيواناً لاحماً. سمَّى أوزبرون النوع الرئيسي للجنس «ف. المنغولي» نسبة إلى موطن اكتشافه. وكان أوزبورن قد تحدث عن الفيلوسيرابتور قبلَ ذلك خلال عام 1924 نفسه في مقال صحفيٍّ، لكنه لم يُطلق عليه الفيلوسيرابتور في ذلك المقال، بل أسماه "Ovoraptor djadochtari" (ولا يَجب الخلط هنا بينه وبين الأوفيرابتور). لكن لأن اسم «الأوفورابتور» لم يرافقه أي وصف علمي للحيوان ولم يُنشَر في أي محلات علمية فإنه أصبح يُعتبر اسماً مجرداً، وأصبحت الفيلوسيرابتور هو الاسم الشائع.
طُردت جميع البعثات العالمية القادمة من قارة أمريكا الشمالية من منغوليا خلال الحرب الباردة على خلفية تحول نظامها إلى الشيوعية، لكن مع ذلك فإن البعثات السوفيتية والبولندية استمرَّت بالعمل بالتعاون مع أكاديميين منغوليين وتمكنت من العُثور على عدة عينات إضافية للفيلوسيرابتور. وأشهر هذه العيّنات هي جزء من أحفورة «الديناصورات المتصارعة» الأسطورية (رقم «أ.ع.م 100/25»)، اكتشفها فريق بولندي منغولي في عام 1971، وهي عبارة عن بقايا لفيلوسيرابتور في وسط معركة مع بروتوسيراتوبس. تُعد هذه العينة كنزاً قومياً منغولياً، لكن على الرُّغم من ذلك فإنها أعيرت في عام 2001 إلى المتحف الأمريكي للتاريخ الطبيعي في مدينة نيويورك لعرضها مؤقتاً.

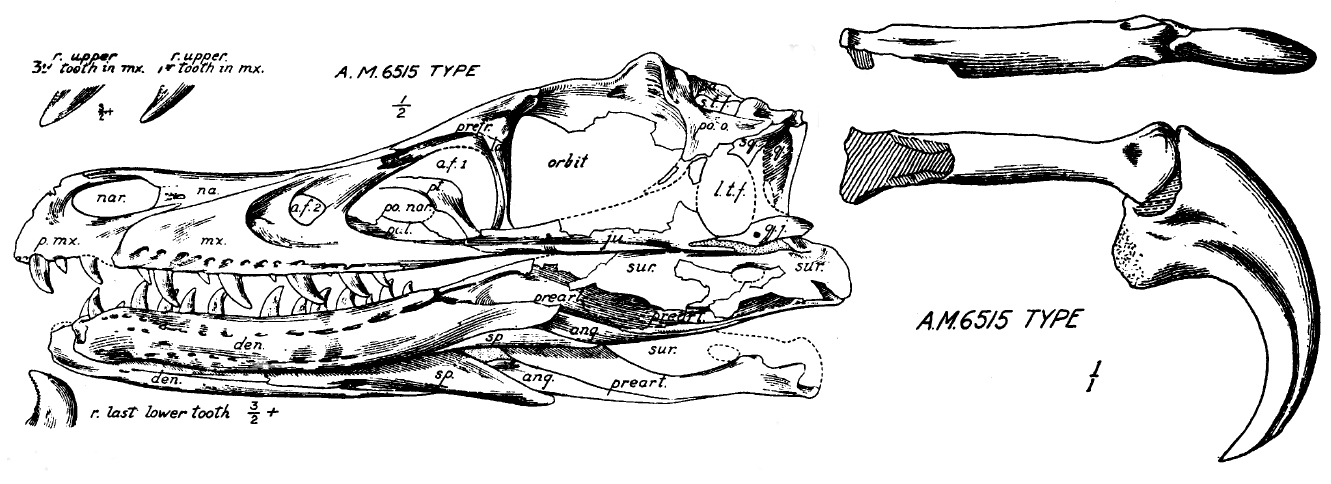
الرسم الأصلي الذي رسمه هنري فارفيلد أوزبورن في عام 1924 للعينة الأولى المكتشفة للفيلوسيرابتور، التي تألفت من الجمجمة والمخلب الظاهرين في الرسم.

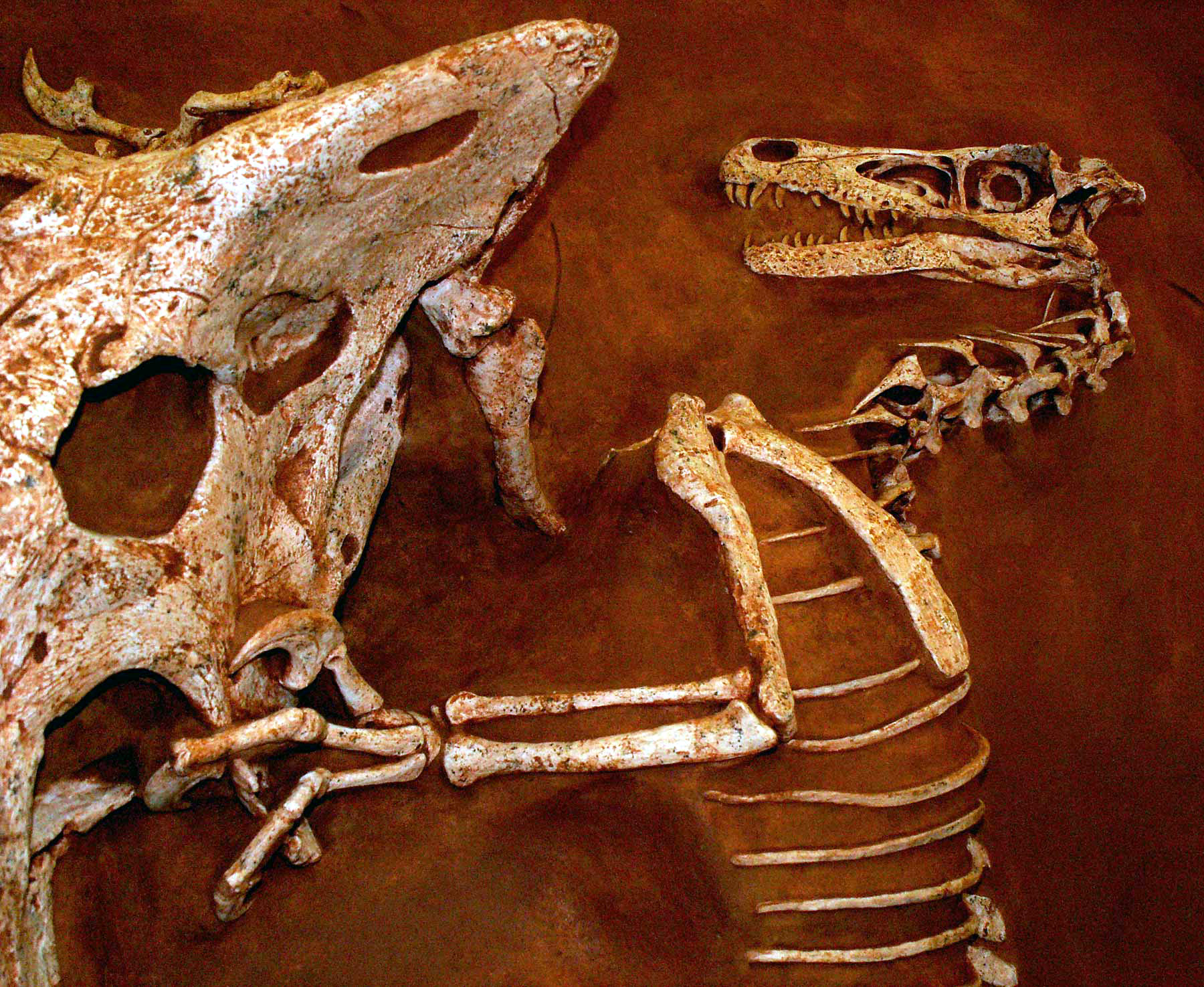
أحفورة "الديناصورات المتصارعة" الشهيرة التي اكتُشفت عام 1971.

اكتشفَ فريق صيني كندي مُختلط بين عامي 1988 و1990 بقايا فيلوسيرابتور في شمال الصين. وبعدها مُباشرة في عام 1990 عادت البعثات الأمريكية مجدداً إلى منغوليا إثر انتهاء الحرب، وتمكن فريق أمريكي منغولي مشترك في صحراء غوبي (ابتعثه المتحف الأمريكي للتاريخ الطبيعي وأكاديمية العلوم المنغولية) من العثور على العديد من عينات الفيلوسيرابتور المحفوظة جيداً. وقد أطلق على إحدى هذه العينات المكتملة بشكل مقبول (العينة رقم «أ.ع.م 100/980») اسم مستعار هو «إكابودكرانيوصور»، وذلك لأنه عُثرَ عليها وهي دون جمجمة (وذلك في إشارة إلى شخصية واشنطن إيرفينج الخيالية «إكابود كرين»). قد تنتمي هذه العينة إلى فيلوسيرابتور منغوليّ، لكن الفريق الذي اكتشفها قال أنها لم تكن مكتملة بعد بما يَكفي للحكم على ذلك، وفضّل انتظار إجراء وصف علمي لها.
عَثَرت بعثات تنقيب صينية بلجيكية في عام 1999 على بقايا فيلوسيرابتور تتألف من فك علوي وعظم دمعي (وهو العظم الأساسي الذي يَحمل أسنان الفك العلوي، وفي الوقت ذاته العظم الذي يُشكل الجانب الداخلي من محجر العين)، لكنها لم تكن تنتمي إلى نوعه الرئيسي «ف. المنغولي». وقد أطلق على هذه العينة لاحقاً «الفيلوسيرابتور. أوسمولسكاي» (نسبة إلى اسم إحاثي بولندي)، وأصبحَ هذا هو النوع الثاني من الفيلوسيرابتور إلى جانب نوعه الرئيسي «ف. المنغولي».

### مواقع الاكتشاف

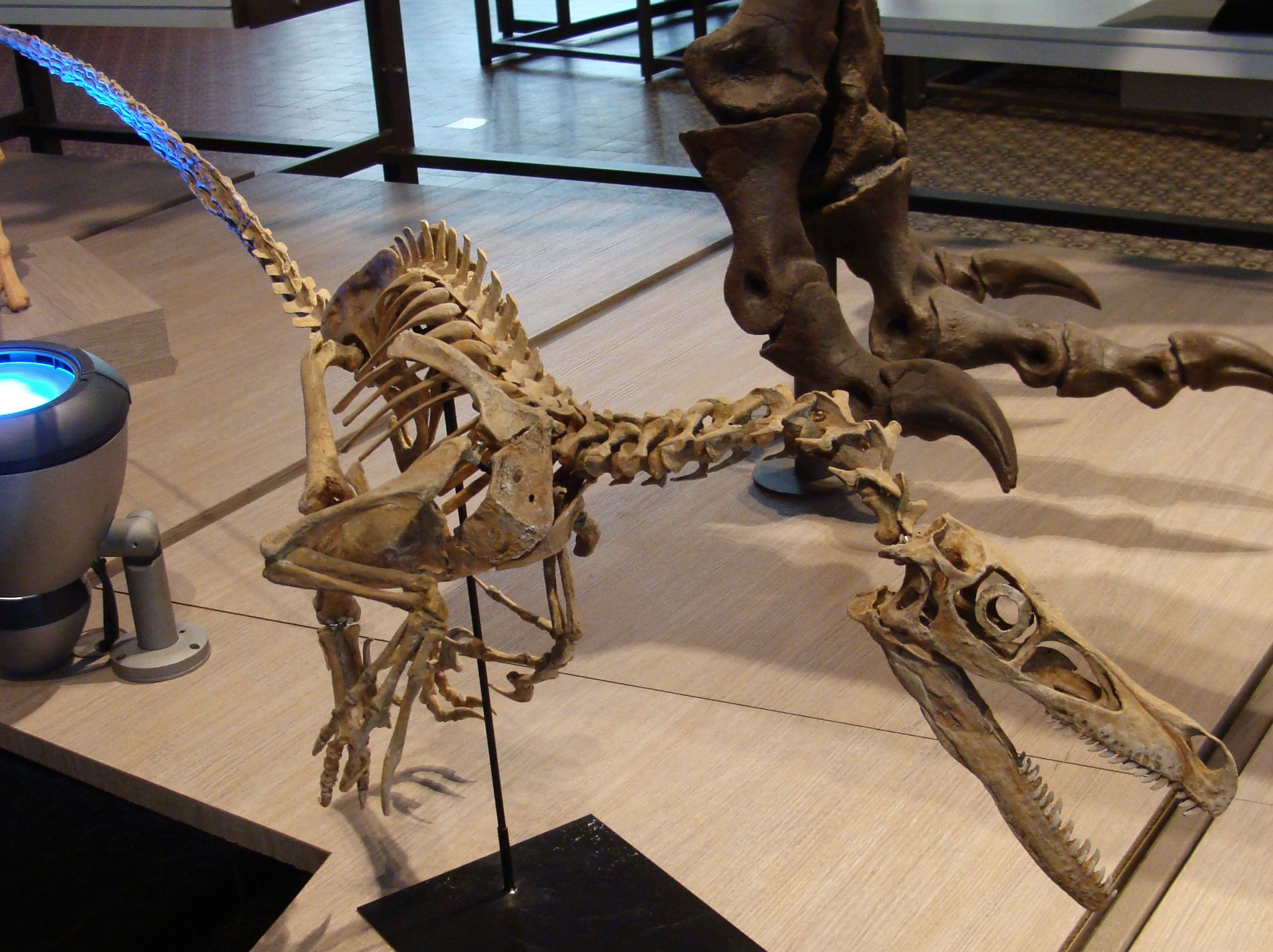
هيكل فيلوسيرابتور عظميٍّ منصوب في "المعهد الملكي البلجيكي للعلوم الطبيعية".

اكتُشفت كافة العينات المعروفة للفيلوسيرابتور المنغولي في «تشكيل دجادوكتشا»، الواقع في محافظة أومنوغوفي. كما عُثرَ على عينات أخرى تبدو أنها لنوع من الفيلوسيرابتور في «تشكيل بارون غويوت» (الواقع في المنطقة نفسها فوق تشكيل دجادوكتشا مباشرة، أي أن عُمره أقل قليلاً من التشكيل الأول)، لكن على الرغم من ذلك فإن نوع هذه العينات غير مُحدد بعد، وربَّما تنتمي إلى جنس آخر وثيق الصلة بالفيلوسيرابتور بدل أن تنتمي إليه هو نفسه. ويُقدَّر عُمر هذه التشكيلات الجيولوجية بأنه يَعود إلى حوالي الفترة الكامبانية (خلال فترة ما قبل 83 إلى 70 مليون سنة من الآن)، التي كانت جزءاً من العصر الطباشيري المتأخر.
عثر على بقايا الفيلوسيرابتور في العديد من أكثر مواقع تشكيل دجادوكتشا شهرة وغنى بالأحافير. وأما عينة النوع («م.أ.ت.ط 6515») فقد اكتُشفت في «جروف فلامنغ»، فيما اكتشفت أحفورة «الديناصورات المتصارعة» في «موقع توغرغ». كما عثر أيضاص في موقعي «خولسان» و«خرمين تساف» الشهيرين بتشكيل بارون غويوت على العديد من العينات الأخرى التي ربَّما تنتمي إلى جنس الفيلوسيرابتور أو الأجناس وثيقة الصلة به. كما اكتُشفت أسنان وبقايا هيكل عظمي جزئية نُسبت إلى فيلوسيرابتور منغولي في «تشكيل بايان مانداهو»، الواقع في إقليم منغوليا الداخلية بالصين، والذي يَعود إلى نفس حقبة تشكيل دجادوكتشا (الفترة الكامبانية في العصر الطباشيري المتأخر). لكن على الرغم من ذلك فحتى عام 2008 على الأقل لم تكن أي من هذه العينات قد جُهِّزت أو دُرسَت بدقة. وقد كانت إحدى الجماجم العائدة إلى فيلوسيرابتور بالغ التي استُخرجت من تشكيل بايان مانداهو هي التي بُنيَ عليها نوع الفيلوسيرابتور الجديد «ف. أوسمولسكاي».

## البيئة
تعود جميع المواقع الأحفورية التي استخرجت منها أحافير للفيلوسيرابتور إلى بيئة جافة تملأها الكثبان الرملية ولا تُوجد فيها سوى القليل من الجداول الصغيرة المُتباعدة، وذلك على الرغم من أنه يبدو أن بيئة تشكيل بايان غوت (الأقل قدماً من الثاني) كانت أقل جفافاً بقليل من بيئة تشكيل دجادكوتشا. وتُوحي وضعية وقوف بعض أحافير الفيلوسيرابتور المُكتملة بالإضافة إلى طريقة حفظها (حيث أنها غالباً ما تكون محفوظة في رواسب الحجارة الرملية) بأن عدداً من الفيلوسيرابتورات التي اكتشفت أحافيرها كانت قد دُفنت حية خلال عواصف رملية في العصر الطباشيري وحُفظت بهذه الطريقة حتى اليوم، إذ أن مثل هذه العواصف كانت شائعة في بيئتها آنذاك.
كانت العديد من أجناس الديناصورات القديمة موجودة في تشكيلي دجادكوتشا وبايان مانداهو الجيولوجيَّين كليهما، على الرُّغم من أن الأنواع التي قطنتها من هذه الأجناس تختلف أحياناً. فعلى سبيل المثال كانت تقطن تشكيل دجادكوتشا أنواع «الفيلوسيرابتور. المنغولي» و«البروتوسيراتوبس. أنيلوزي» و«البيناكوصور. غرانغيري»، فيما قطنت تشكيل بايان مانداهو أنواع «الفيلوسيرابتور. أوسمولسكاي» و«البروتوسيراتوبس. هيلّينكورينوس» و«البيناكوصور. مويفيستِسيفالوس». ربَّما نتجَ هذا الاختلاف في الأنواع عن وُجود حاجز طبيعيّ فصلَ بين التشكيلين، وذلك على الرُّغم من أنهما قريبان من بعضهما جغرافياً نسبياً. لكن على الرُّغم من ذلك فنظراً إلى عدم وُجود أي حاجز معروف فعليٍّ يَفصل بين هاتين المنطقتين ويُبرّر اختلاف أنواعهما فإن الأرجح هو أن هذا الفارق نتجَ عن اختلاف في الحقبة الزمنية بين التشكيلين، لا اختلاف جغرافيّ.

## التصنيف

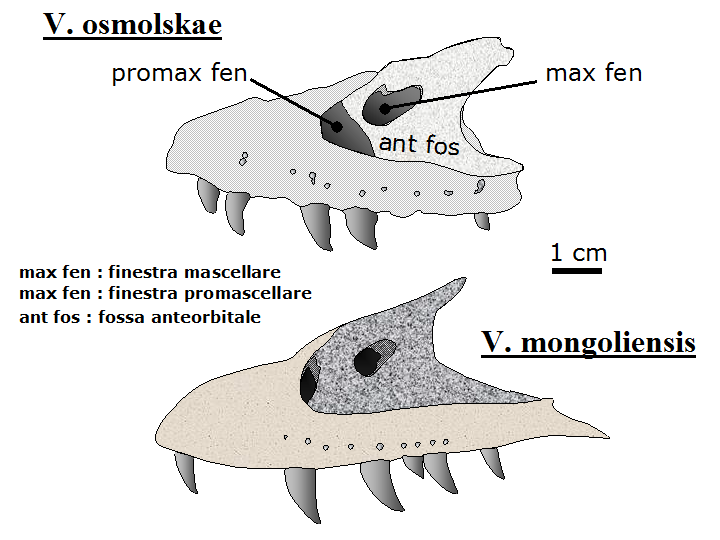
مقارنة لتشريح الفك العلوي بين نوعي الفيلوسيرابتور «ف. المنغولي» و«ف. أوسمولسكاي».

يَنتمي ديناصور الفيلوسيرابتور إلى تحت فصيلة الفيلوسيرابتوريات، وهي مجموعة من فصيلة الدرومايوصوريات. عادة ما تُعرَّف الفيلوسيرابتوريات في علم العلاقات التطورية على أنها «جميع الدرومايوصوريات التي لديها صلة قرابة بالفيلوسيرابتور أكبر مما هي الدرومايوصور». لكن على الرغم من ذلك فإن تصنيف فصيلة الدرومايوصوريات متقلّب جداً، حيث أن تحت فصيلة الفيلوسيرابتوريات كانت قد أنشأت بالأصل لتضمُّ الفيلوسيرابتور وحده، وأحياناً كانت تُضيف بعض التحاليل أجناساً أخرى إلى جانبه، هي على الأرجح جنسي الدينونيكوس وصورورنيثوليستس. لكن مع ذلك فقد بيَّنت دراسة تفريعية حديثة في المُقابل أن الفيلوسيرابتوريات هي بالأصل مجموعة أحادية العرق، وأنها تحوي أجناس الفيلوسيرابتور والداينونيكوس والتساغان، بالإضافة إلى الوصرونيوليستس (وثيق الصلة بالمجموعة، على الرُّغم من أن العاملين على الدراسة لم يكونوا متأكدين من مدى صحة تصنيفه ضمنها).
كانت تُصنف في الماضي بعض أنواع الدرومايصورويات الأخرى مثل «الداينونيكوس. أنتيرهوبوس» و«الصورونيثوليستس. لانغستوني» ضمن جنس الفيلوسيرابتور. لكن بما أن الفيلوسيرابتور كان أول من حاز على اسمه من بين هؤلاء الديناصورات الثلاث فقد سمُيت جميعاً نسبة إليه (أي أن الجنس لم يَكن اسمه «الداينونيكوس» ولا «الصورونيثوليستس»، بل «الفيلوسيرابتور»)، وبذلك فقد كانت أسماء هذين الديناصورين آنذاك «الفيلوسيرابتور. أنتيرهوبوس» و«الفيلوسيرابتور. لانغستوني». لكن على الرُّغم من ذلك فلا يُصنف اليوم سوى نوعان من الديناصورات ضمنَ جنس الفيلوسيرابتور، وهُما «ف. المنغولي» و«ف. أوسمولسكاي» (حرف الـ«ف» هو اختصار «فيلوسيرابتور»، كما في جميع تسميات الكائنات الحية الثنائية).
لكن على الرغم من كل هذا فإن أول فصيلة صُنّف ضمنها الفيلوسيرابتور عندما وُصفت أحافيره لأول مرة في عام 1924 كانت الميغالوصوريات، مثله في ذلك مثل معظم الديناصورات اللاحمة الأخرى آنذاك (إذ كانت الميغالوصوريات - مثل الميغالوصور - تُعامل كصنف مهملات في تلك الفترة، حيث زُجَّ فيها بالكثير جداً من الأنواع غير المرتبطة ببعضها البعض فعلياً). لكن مع توسع الاكتشافات في مجال الديناصورات فقد أعيد تصنيف الفيلوسيرابتور كدرومايوصوري. وفي تلك الحقبة كان يُشار إلى كافة الدرومايوصوريات أيضاً باسم الأركيوبتركسيات، وهو ما يُمكن أن يجعل الفيلوسيرابتور يُعتبر طائراً لا يطير.

## الصفات الأحيائية

### الافتراس

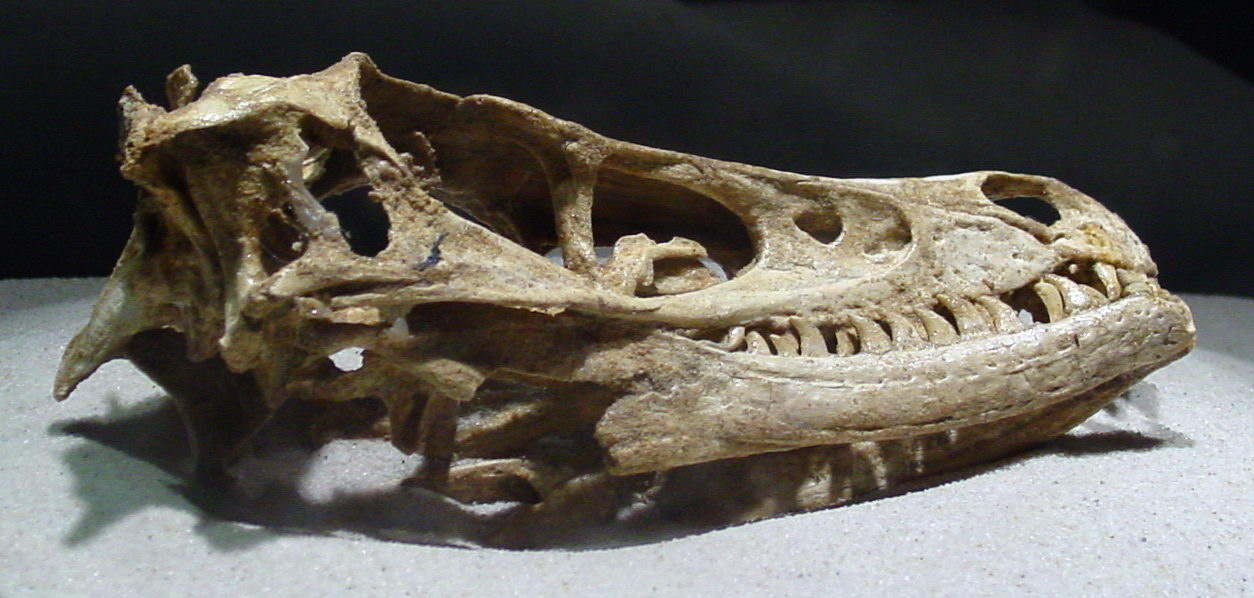
جمجمة فيلوسيرابتور محفوظة جيداً، استخرجت من منغوليا.

يُعتَبر ديناصور الفيلوسيرابتور من الحيوانات ذات السلوك الافتراسي اتجاه المخلوق الأضعف. فقد اكتشف علماء الإحاثة سنة 1971 عينة أحفورية تُبيّن فيلوسيرابتوراً يصارع بروتوسيراتوبس، مما دفعهم إلى افتراض أن الديناصورين غرقا في الوحل أو الرمال خلال تقاتلهما. لكن على الرغم من ذلك فإن العينة كانت محفوظة في كثيب رملي قديم من الرواسب الرملية التي حفظته من عوامل التحلل والتفتت، ولذلك على الرغم من وجود عدة احتمالات تتنبأ عن سبب الدفن الذي حصل للفيلوسيرابتور، فإن الأرجح الآن أنه دفن في الرمال تحت تأثير عاصفة رملية قوية، مع الأخذ بالاعتبار احتمالية دفنه السريع بسبب انهيار في تل كان الحيوانان يتصارعان عليه وطمره بسرعة. شكل الأحفورة يَدل على أن الحفظ كان سريعاً جداً، مما حفظ الأحفورة من التحلل. تدل بعض أجزاء الهيكل للبروتوسيراتوبس غير الموجودة على أن هذه الأجزاء التقط وحملت بعيداً من مكانها الأصليّ على يد بعض الحيوانات المفترسة. أظهرت نتائج عدة مقارنات بين الحلقة الصلبة في كل من الفيلوسيرابتور والبروتوسيراتوبس والطيور الحالية والزواحف تفترض أن الفيلوسيرابتور هو حيوان ليلي؛ أي يخرج للبحث عن طعامه في المساء، كما أظهرت أن البروتوسيراتوبس حيوان يصيد ليلاً وصباحاً. لذلك يمكن أن يكون الصراع الذي حدث بين الحيوانين قد حدث في الأوقات التي يكون فيها الضوء قليلاً.

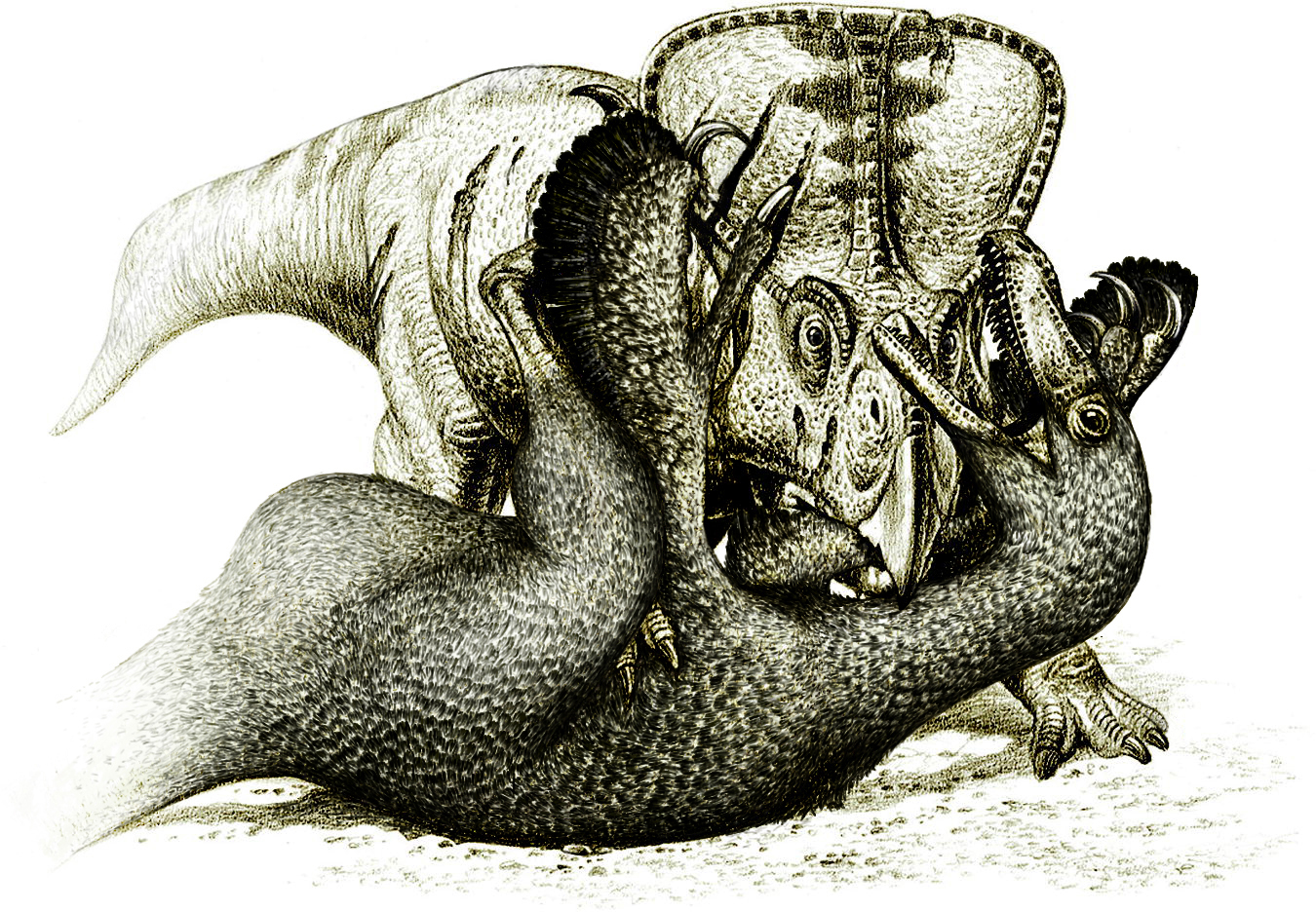
رسم تخيلي مستنبط من أحفورة "الديناصورات المتصارعة" الشهيرة، ويظهر فيه فيلوسيرابتور منغولي وهو يصارع بروتوسيرابوتس.

يحتوي الإصبع الثاني للدرومايوصوريات على مخلب ذو شكل مميز. افتُرضَ أن الفيلوسيرابتور استخدمه لقطع أعضاء أو نزع أحشاء الفريسة المفروضة. يظهر ذلك جلياً عند أخذ نظرة عامة إلى أحفورة الديناصورات المتعاركة، حيث يظهر المخلب منجلي الشكل للفيلوسيرابتور المتمدد على أرضية العينة وهو في حنجرة الفريسة التي هي البروتوسيراتوبس. ويظهر أيضاً المنقار المميز للبروتوسيراتوبس مصيباً المهاجم. وهذا يُلزِمُ أن الفيلوسيرابتور كان يحاول إصابة منطقة الحنجرة عند خصمه لتوجيه ضربة قوية له يُمكنها قطع الوريد الوداجي وغيره من الأوردية والشرايين المهمة، فضلاً عن إصابة القصبة الهوائية، وهو ما من شأنه قتل الضحية على الفور. اكتُشفَ أن الطرف الداخلي للمخلب الذي يستخدمه الفيلوسيرابتور دائري الشكل تقريبا مع حدة تظهر غير عادية، مما يَدعو إل ى الافتراض بأنه لم يكن يهاجم بطريقة تهدف إلى القطع أو الجرح الطولي. حيث يظهر ذلك على الحيوانات ذوات الأجسام الكبيرة العضلية والتي تتميز بجلد سميك، أنه من الصعب عليها بمكان أن تجرح الحيوان جرحاً غائراً أو طولياً عميقاً. اختُبرت هذه النظرية في وثائقي قامت به قناة بي بي سي البريطانية حول تأثير هذا السلوك المفترض تحت عنوان الحقيقة حول الديناصورات القاتلة في سنة 2005، حيث صنع المنتجون لهذا الوثائقي رِجلاً صناعية للفيلوسيرابتور بهدف دراسة تأثيرها، وظهر أن المخلب استطاع حقاً أن يخترق قطعة لحم خنزير من البطن موضوعة لهذه التجربة، لكن المخلب لم يستطع نزع الأحشاء وتحويل الجرح إلى جرح مفتوح إلى الخارج. مع ذلك لا يأخذ بهذه التجربة على محمل الجد بسبب عدم وقوعها كتجربة بأيدي علماء، لذلك لا يمكن التحقق من نجاح النتائج المرجوة منها.

### أسلوب الصيد

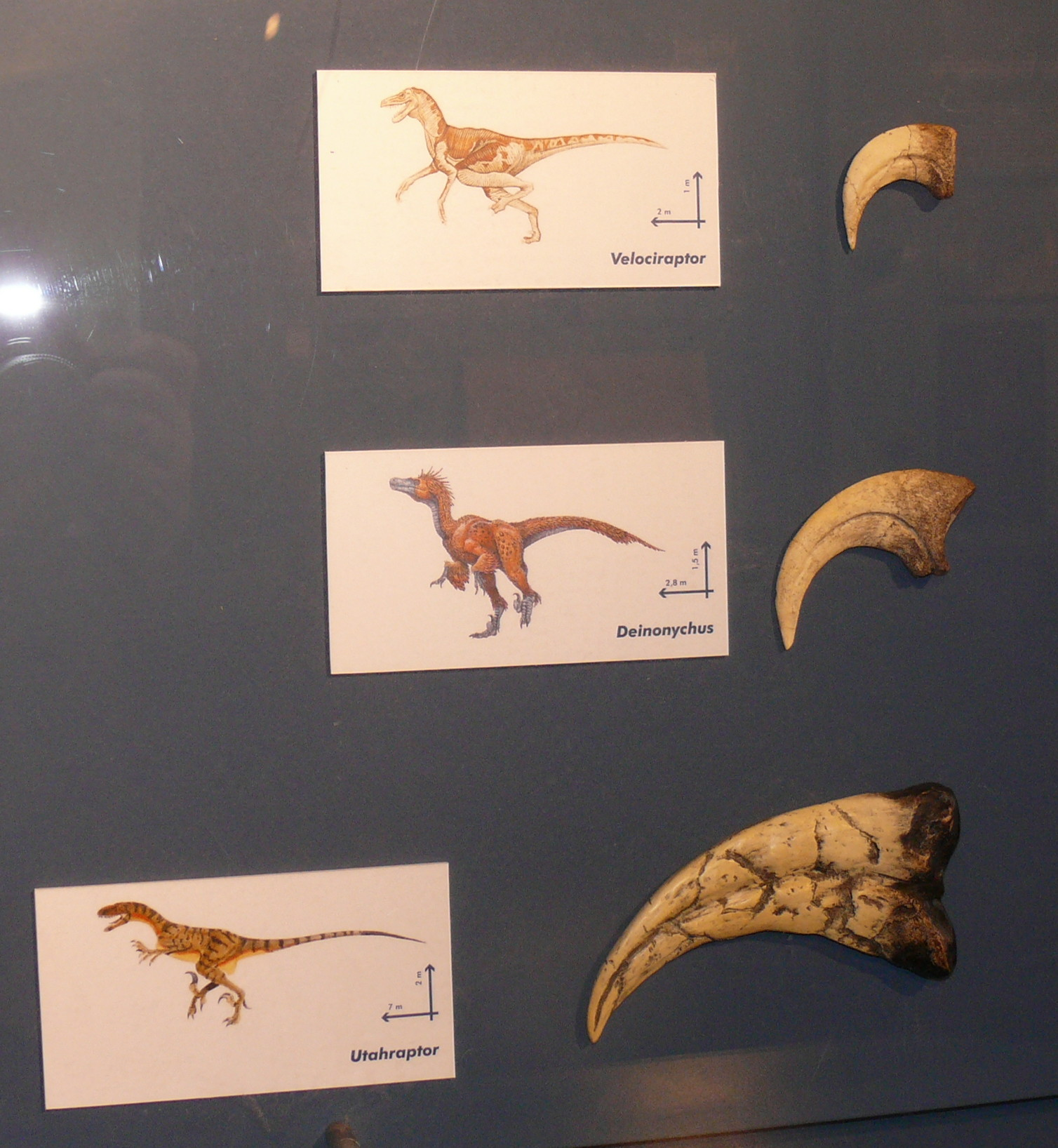
مقارنة بين أسنان ديناصورات مختلفة، من الأعلى إلى الأسفل: الفيلوسيرابتور - الداينونيكوس - الأوتارابتور.

دُرسَ سلوك الصيد عند الفيلوسيرابتور عن طريق دراسة مواقع أحفورية لقريب له من الدرومايوصوريات هو الداينونيكس. حيث عُثر على مجموعة من ديناصورات الداينونيكس بالقرب من بعضها في موقع واحد، كما اكتشفت مجموعة أخرى منها وهي تحيط بديناصور عاشب (تينونتصور)، مما يعطي دليلاً على أن هذه المفترسات كانت تَتّبع أسلوب الصيد الجماعيّ. لكن مع ذلك فإن الدليل الملموس الوحيد الذي عثر عليه للتفاعلات الاجتماعية بين الدرومايوصوريات، كان أحفورة تمثل آثار أقدام لستة درومايوصوريات ضخمة تتحرك كمجموعة واحدة، مع عدم وضوح أو وجود دليل يدل على سلوك الصيد المتبع. وفي المقابل عثر على عدة أحافير للفيواسيرابتور لم تكن ضمن مجموعة أو عدة مجموعات، مما يضعف نظرية الصيد المشترك للفيلوسيرابتور. حيث أن الدليل الوحيد على ممارسة الفيلوسيرابتور لهذا النوع من الصيد تأتي من نفس الأحفورة المذكورة سابقاً، التي كانت تحيط فيها الديناصورات بالتينونتصور. كما لم تكتشف أي أنواع أخرى من الدرومايوصوريات تمارس الصيد المشترك، مما يجعل نظرية الصيد المشترك ضعيفة أمام غيرها.

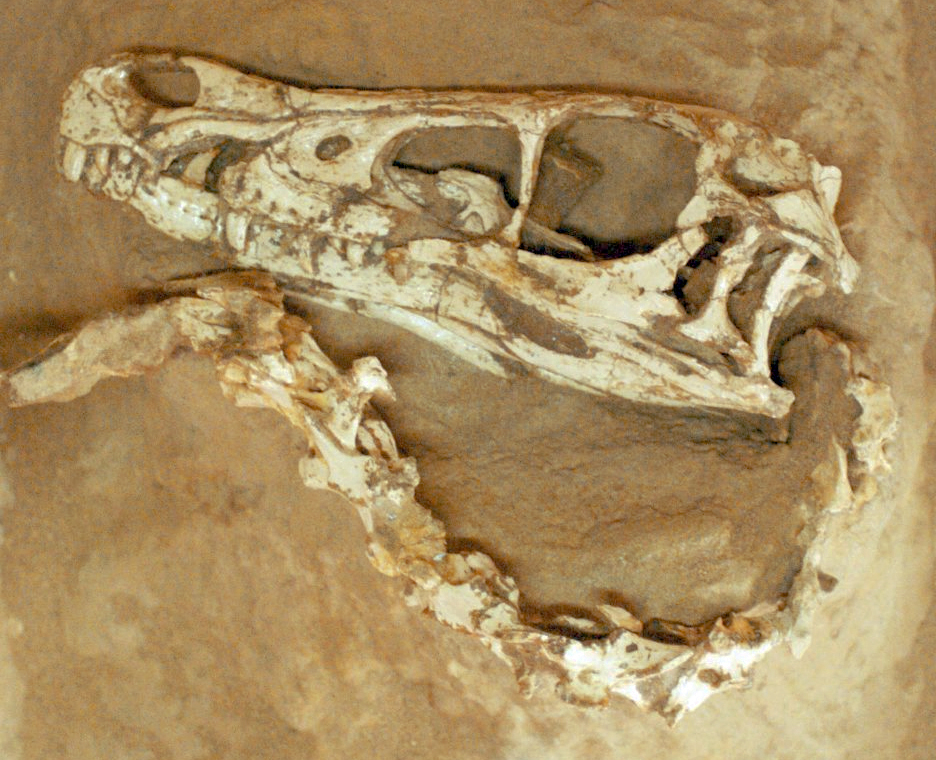
صورة لجمجمة فيلوسيرابتور منغولي في عينة الديناصورات المتصارعة.

في عام 2011، قدَّمَ كل من دنفر فولير وزملاؤه نموذجاً يشرح كيف كان الفيلوسيرابتور وغيره من الدرومايوصوريات يقوم بعملية الصيد وما يتبعها من سلوكيات أخرى. عُرف هذا النموذج الجديد باسم «ضبط فريسة الرابتور»، وقد اقترحَ أن الدروماصوريات استخدمت طريقة صيد تشبه تلك التي تستخدمها البازيات، حيث تثب على الفريسة وتُحكِم السيطرة عليها باستغلال وزنها بالنسبة لوزن أو قوة الفريسة المفترضة، ثم تجرّ الطريدة بمخالبها القوية منجلية الشكل، تماماً كما تفعل البازيات. اقتضى هذا النموذج أن المفترس يتناول الفريسة حية (ولو أنها سرعان ما ستموت بسبب فقد الدم أو تدمير الأعضاء الحيوية). اعتمد الأساس الذي بني عليه هذا النموذج على مقارنات حصلت بين الدورمايوصوريات ومجموعة طيور منقرضة عُرفَ عنها السلوك الافتراسي من خلال علم التشكل الذي من خلاله حدثت المقارنات واستنتجت الملاحظات، التي اعتمدت على شكل الأقدام والسيقان. وجد فولير هذا التشابه بين الدرومايوصوريات والبازيات «المنقرضة» عن طريق دراسة المخلب الثاني في قدمها، الذي يشبه مخلب الفيلوسيرابتور، وأيضاً وجدَ أن حجم القدم بمخالبها عندما تكون في وضع الانقضاض في البازيات يشبه ذلك الذي عند الدرومايوصوريات. لكن مع ذلك فإن قوة قدم الفيلوسيرابتور والتارسومتاتارسوس القصير عنده ربّما كانا أكثر شبهاً بهما عند البوم من البازيات. يدعم هذا النموذج الجديد علم التشريح، كوجود فك وذراع يوصفان بأنهما غير عاديّان عند الفيلوسيرابتور. وأما الأذرع - التي ربما كانت قوية بعض الشيء ومغطاة بريش طويل - فربما استخدمت كمثبتات عند الانقضاض غللا الفريسة التي تصارع للبقاء، ويساعد الفيلوسيرابتور على الاتزان ذيله الصلب أيضاً. وأما الفك فقد كان ضعيفاً، مما يلزم أن بكون الافتراس بطيئاً ومتأنياً. وربما تساعد كل هذه التكيفات بالصيد في تفسير تحليق الطيور في البارافيان.

### الأيض
ربما كان الفيلوسيرابتور من ذوات الدم الحار، إذ أنه كان يحتاج إلى طاقة كبيرة للصيد. ويدل على ذلك أن الحيوانات الحديثة التي لديها كساء ريشي أو زغبي - مثلما كان الفيلوسيرابتور - يغلب عليها أن تكون من ذوات الدم الحار. مع ذلك نرى أن معدل الأيض في الدرومايوصوريات وبعض الطيور البدائية كان أكثر اعتدالاً مقارنة بذوات الدم الحار الحالية من الثدييات والطيور. يشبه الفيلوسيرابتور طائر الكيوي في كثير من خصائصه التشريحية، مثل نوعية الريش وبنية العظام وغيرها، وهو في المقابل طائر نشط غير قادر على الطيران، ذو حرارة جسم منخفضة ومعدل أيض متدن، مما يجعله نموذجاً جيداً للمقارنة مع الأيض عند الدرومايوصوريات والطيور البدائية.

### الاقتمام
في سنة 2010 وجد العالم الإحاثي هون وزملاؤه ما يعتقد أنه آثار أسنان فيلوسيرابتور على فك لبروتوسيراتوبس. وقد استنتج الباحث وزملاؤه أن الفيلوسيرابتور أكل جيفة الحيوان بعد فترة من موته، وهو ما يعد سلوكاً اقتمامياً. ووصف نفس الباحثون في سنة 2012 عينة أحفورة لفيلوسيرابتور بها عظمة تيروصور أزداركتي طويلة في قناة الديناصور الهضمية، مما يدل أيضاً على أن الفيلوسيرابتور كان حيواناً قماماً أحياناً.

### الريش

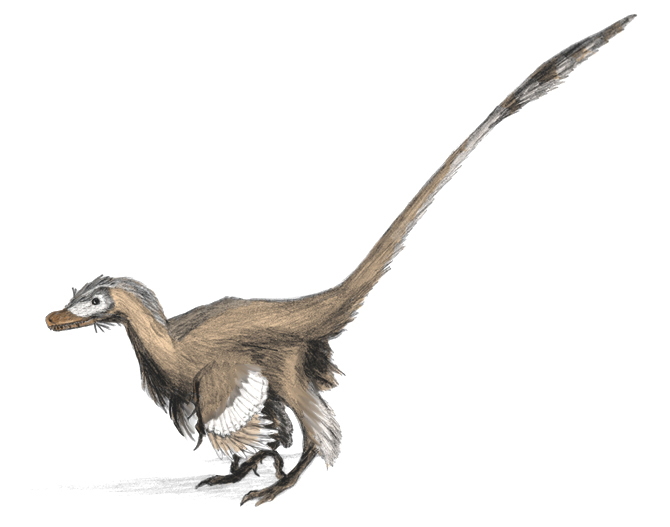
يظهر في الرسم الريش الكثير المنتشر على الفيلوسيرابتور المنغولي، الذي تدل على وجوده العينات المكتشفة التي تحوي آثار عقد ريشية. وجود الريش له عدة وظائف، مثل المحافظة على درجة الحرارة وزيادة السرعة والاستعراض.

توصل الإحاثيون إلى أن الدرومايوصوريات البدائية الأقدم من الفيلوسيرابتور كانت مغطاة بالريش في معظمها، مع امتلاكها أيضاً أجنحة مكتملة النمو مكسوّة بالريش. وقد أوحى وجود أسلاف لهذا الحيوان مكسوة بالريش بل وربما تستطيع الطيران أن يكون الفيلوسيرابتور مكسواً بالريش أيضاً هو الآخر.
في شهر سبتمبر سنة 2007 وجدت عينة للفيلوسيرابتور بآثار عقد ريشية في منغوليا. ووجدت كذلك ارتكازات للريش المكتشف في عظم الفيلوسيرابتور، مما يعطي دليلاً قوياً على أن هذا الديناصور كان مكسواً بالريش، وقد علق الإحاثي «آلان تورنر» على ذلك بقوله:
و قد علق على هذا الاكتشاف المنسق المسؤول عن أحافير الزواحف والبرمائيات والطيور في المتحف الأمريكي للتاريخ الطبيعي مارك نوريل بقوله:
وحسب ما نقل عن كل من تورنر ونوريل وبيتر ماكوفيسكي فإن عقد الريش أو الريش بصفة عامة لم يكن يوجد دائماً في الطيور البدائية ما قبل التاريخية، لكن ذلك لا يعني بالضرورة كون هذه الطيور عديمة الريش. فمثلاً طائر الفلامينغو المنتشر حالياً يفتقر إلى وجود هذه العقد المكوِّنة للريش. لكنها توجد في الفيلوسيرابتور. وإن عينة الفيلوسيرابتور التي اكتشفت فيها عقد الريش للمرة الأولى (العينة رقم أي جي إم 100/981) تعطي كثيراً من خصائص الفيلوسيرابتور، فمثلاً يبلغ طولها 1.5 م ووزنها 15 كلغ. واعتماداً على البعد بين منابت الريش الستة المحفوظة في العينة السابقة، فقد استُنتِجَ أن للفيلوسيرابتور 14 ثانوية (أجنحة ريشية تبرز من الساعدين) مقارنة بـ12 موجودة في الأركيوبتركس و18 موجودة في المايكرورابتور و10 في الراهونافيس. وطبيعة هذا الاختلاف بين هذه الحيوانات المنتمية إلى مجموعة واحدة يفسر وجود الاختلاف الحالي بين الطيور الحديثة.
كون الفيلوسيرابتور كبير الحجم نسبيا مقارنة بأقربائه وكونه لا يطير يمكن أن يعطي انطباعا يدل على فقدان الريش في المجموعة المانورابتورية لتكيفه مع الحجم الكبير، لكن تورنر وزملاؤه قدما الدليل على أن الفيلوسيرابتور مكسو بالريش لذلك ليس من الضروري بمكان كون الحيوانات كبيرة الحجم عديمة الريش. تم الكشف على أن العقد الريشية غير موجود في الطيور التي لا تستطيع التحليق الحالية مع وجودها في الفيلوسيرابتور الذي لا يستطيع الطيران أيضا (افترض سبب عدم قدرتها على الطيران لحجمها الكبير وعوامل أخرى) هو دليل على كون أسلاف الدرومايوصوريات تستطيع الطيران، مما يجعل الفيلوسيرابتور وغيره من أقربائه كبيري الحجم ثانويا غير قادرة على الطيران. يمكن القول بأن الفائدة من وجود الريش يمكن أن تكون الاستعراض أو تغطية العش أثناء الحضانة وإما لزيادة السرعة أثناء قطع المنحدارات أو لكل مما سبق.

### الإصابات
وجدت جمجمة لفيلوسيرابتور منغولي يظهر عليها أثر ثقوب ناتجة عن عض من قبل حيوان آخر أثناء قتال، المسافة الفارقة بين الأسنان وحجم الثقوب الذي يدل على الحيوان يظهر أنه فيلوسيرابتور آخر. العينة لا تظهر آثارا للإتآم مما يدل على كون الإصابة قاتلة.

## في الثقافة الإنسانية

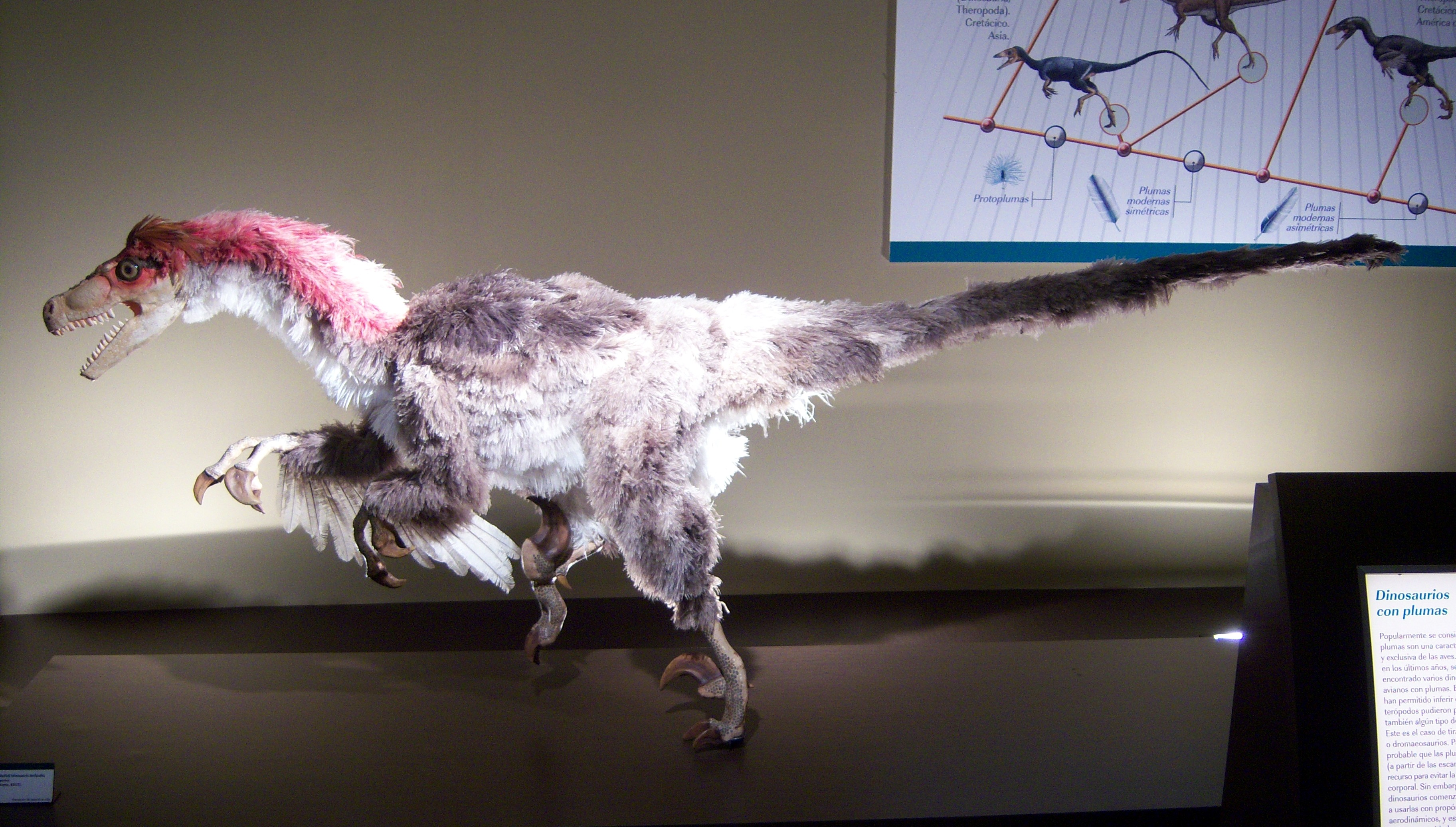
مجسمٌ لفيلوسيرابتور منغوليّ معَ ريش معروض في متحف إسباني.

الفيلوسيرابتور معروفٌ في الثقافة الشعبية بكونه قاتلاً شريراً وماكراً منذ صدور رواية الحديقة الجوراسية للكاتب مايكل كرايتون في عام 1990، ثمَّ صدور الفلم المُستمد منها من إخراج ستيفن سبيلبرغ في عام 1993، الذي لم يُغيّر هوية الديناصورات الأساسية التي ظهرت في الرواية. لكن في حقيقة الأمر فإن «الفيلوسيرابتور» الذي ظهرَ في الفلم كان منمذجاً بناءً على هيئة قريبه الأكبر حجماً الداينونيكوس لا الفيلوسيرابتور نفسه، ويَعود ذلك إلى أن الإحاثي جورجي باول أطلقَ على أحافير الداينونيكوس التي وصفها آنذاك اسم «الفيلوسيرابتور أنتيرهوبوس»، فوقعَ الخلط قبل أن يَتبيَّن أنّهما نوعان منفصلان. يَقوم العلماء الإحاثيون من أبطال الفلم والرواية - في كليهما - باستخراج هيكل عظميٍّ لما كانوا يُسمُّونه وقتها «الفيلوسيرابتور» خلال أحداث القصة بولاية مونتانا، وهي منطقة شديدة البُعد عن الانتشار الجغرافي وسط الآسيوي للفيلوسيرابتور، غير أنها ضمن انتشار الداينونيكوس الجغرافيّ. كما تقول إحدى الشخصيَّات في الرواية الأصلية: «... يُعد الداينونيكوس الآن نوعاً من الفيلوسيرابتور»، وهذا في إشارة من كرايتون إلى تصنيف باول لهذا الديناصور آنذاك، لكن معَ ذلك فإن الديناصورات التي أشير إليها بـ«الرابتورات» في الرواية كانت في الحقيقة الفيلوسيرابتور المنغولي لا الداينونيكوس.
ضخَّمَ صانعو الفلم أيضاً أحجام ديناصورات الفيلوسيرابتور في إنتاجهم لأغراض درامية، وغيَّروا شكل خطمه. كما اختلفت أطراف الديناصور الأربعة في بنيتها ووضعيَّتها عمَّا هي عليه في الدرومايوصوريات الحقيقية، كما كانت أذيالها فيه قصيرة ومرنة الحركة، وهذه كلها أخطاء تشريحيَّة تُناقض كلياً الدلائل الأحفورية. من الاختلافات الأخرى الجديرة بالمُلاحظة افتقار الفيلوسيرابتور إلى الريش في الفلم والرواية كليهما، إذ أن الدلائل الأحفورية كلها تُشير إلى أن الفيلوسيرابتور امتلكَ ريشاً مثل العديد من الثيروبودات المانيرابتورية الأخرى، لكن على أي حال فقد صدرَ فلما "الحديقة الجوراسية" و«العالم المفقود: الحديقة الجوراسية» قبلَ أن يَعرف العلماء هذه الحقيقة. وأما الجزء الثالث من الفلم فقد صوَّرَ الفيلوسيرابتور معَ أشكال شبيهة بالريش على مؤخرة رأسه وعنقه، لكن معَ ذلك فإن هيئة هذا الريش لا تُشبه الريش الحقيقيَّ الذي يُعتَقد أن الدرومايوصوريات امتلكته، كما أن عُقد الريش في أحافير الفيلوسيرابتور المُكتَشفة تُظهر أنه امتلك ريشاً متطوراً بالكامل وقريباً من ريش الطيور الحديثة. كما تَقول شخصية الدكتور «آلان غرانت» - التي مثل دورها في الفلم سام نيل - أن الفيلوسيرابتور كان أذكى من الدلافين والحيتان بل وحتى بعض الرئيسيات، لكن من المُستحيل كلياً عبرَ الأحافير الحصول على أيِّ دليل إحاثي فعليّ يُمكن أن يثبت أو أن ينقض أمراً مثل هذا، وما من أساس علميٍّ له مطلقاً.
كسبَ الفيلوسيرابتور شهرة كبيرة في الثقافة الشعبيَّة وأصبحَ واحداً من الديناصورات البارزة المعروفة فيها نظراً إلى النجاح الكبير الذي حقَّقه فلم الحديقة الجوراسية. وقد مُثِّل فيها بالكثير من ألعاب الأطفال والأفلام الرسومية والألعاب الإلكترونية ومسلسلات الأطفال التلفزيونية، فضلاً عن بعض الأفلام الوثائقية.